# 白介素-2受体
白介素-2受体（Interleukin-2 receptor，缩写IL2R）是一种I型细胞因子受体，结合白细胞介素2。它由白介素2受体α亚基、β亚基和γ亚基组成，其中β和γ亚基与白介素-15受体共用:713。